# نت نت
نت نت (بالإنجليزية: Net- Net)‏ شعب في أساطير استرليا قصير الشعر، مولع بالأذى، له مخالب بدلا من الأظافر في اليدين والقدمين.